# Agustín Viana
Agustín Viana (Chicago, 23 de agosto de 1983) é um ex-futebolista uruguaio que atuou como zagueiro. Seu último clube foi o Danubio.

## Carreira
Revelado pelo Bella Vista-URU, do Uruguai, no ano de 2001, Viana continuou no time até o ano de 2005, quando foi contratado pelo Nacional-URU. Destque da equipe, Agustín transferiu-se esse ano para o Atlético-MG. Também participou uma vez da Seleção Uruguaia, no ano de 2003, pela seleção sub-20. Para a temporada 2013, assinou com o Columbus Crew.

## Títulos
Bella Vista
- Campeonato Uruguaio Segunda Divisão: 2005

 Nacional
- Campeonato Uruguaio: 2006

 Atlético MG
- Taça Clássico dos 200 anos: 2008

 Cluj
- Taça da Roménia: 2008-09